# Třída Asheville
Třída Asheville byla třída dělových člunů amerického námořnictva. Celkem bylo postaveno 17 člunů této třídy. Část plavidel byla později prodána do zahraničí. Zahraničními uživateli třídy se staly Čínská republika, Kolumbie, Korejská republika, Řecko a Turecko.

## Stavba
Celkem bylo v letech 1966-1970 do služby přijato 17 člunů této třídy.
Jednotky třídy Asheville:
| Jméno                | Spuštěna | Vstup do služby    | Status                                                                   |
| -------------------- | -------- | ------------------ | ------------------------------------------------------------------------ |
| Asheville (PG-84)    |          | 6. srpna 1966      |                                                                          |
| Gallup (PG-85)       |          | 22. října 1966     | roku 1981 prodán Čínské republice                                        |
| Antelope (PG-86)     |          | 4. listopadu 1967  |                                                                          |
| Ready (PG-87)        |          | 6. ledna 1968      |                                                                          |
| Crockett (PG-88)     |          | 24. června 1967    |                                                                          |
| Marathon (PG-89)     |          | 11. května 1968    |                                                                          |
| Canon (PG-90)        |          | 26. července 1968  | roku 1981 prodán Čínské republice                                        |
| Tacoma (PG-92)       |          | 14. července 1969  | roku 1995 prodán Kolumbii, zařazen jako ARC Quita Seuňo (P-111), vyřazen |
| Welch (PG-93)        |          | 8. září 1969       | roku 1995 prodán Kolumbii, zařazen jako ARC Albuquerque (P-112), aktivní |
| Chehalis (PG-94)     |          | 8. listopadu 1969  |                                                                          |
| Defiance (PG-95)     |          | 26. září 1969      | roku 1973 prodán Turecku, zařazen jako Yildirim (P-338)                  |
| Benicia (PG-96)      |          | 25. dubna 1970     | roku 1973 prodán do Korejské republiky, zařazen jako Paek Wu (PGM-351)   |
| Surprise (PG-97)     |          | 17. října 1979     | roku 1973 prodán Turecku, zařazen jako Bora (P-339)                      |
| Grand Rapids (PG-98) |          | 5. září 1970       |                                                                          |
| Beacon (PG-99)       |          | 22. listopadu 1969 | roku 1989 prodán Řecku, zařazen jako HS Tolmi (P229), aktivní            |
| Douglas (PG-100)     |          | 7. února 1971      |                                                                          |
| Green Bay (PG-101)   |          | 5. prosince 1969   | roku 1989 prodán Řecku, zařazen jako HS Ormi (P230), aktivní             |

## Konstrukce

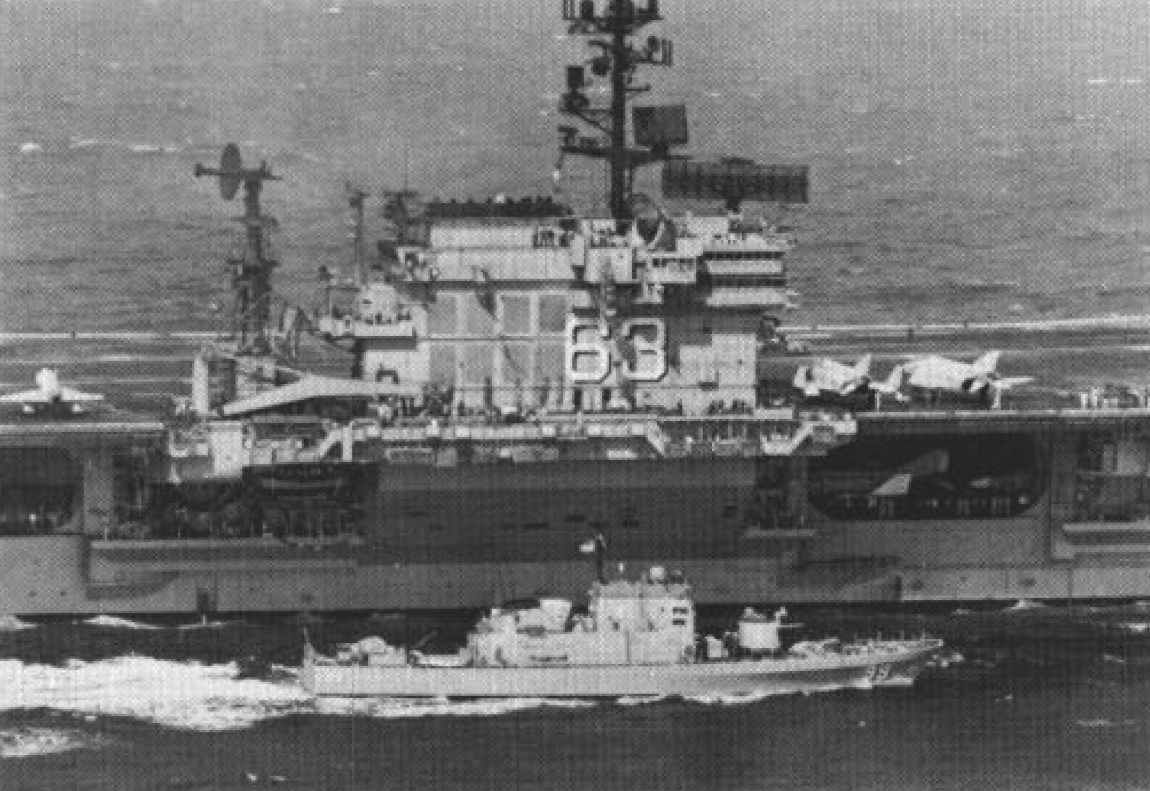
USS Beacon doplňuje palivo z letadlové lodě USS Kitty Hawk (CVA-63)

Výzbroj plavidel tvořil jeden 76mm kanón, jeden 40mm kanón Bofors a čtyři 12,7mm kulomety. Pohonný systém byl koncepce CODOG se dvěma diesely Cummins VT12-875 o výkonu 1750 hp a plynovou turbínou General Electric LM1500 o výkonu 14 000 hp. Nejvyšší rychlost dosahovala 38 uzlů a cestovní rychlost 16 uzlů.